# Göhrenz
Göhrenz ist eine Ortschaft der Stadt Markranstädt im Landkreis Leipzig in Sachsen. Die Ortschaft Göhrenz besteht aus den Ortsteilen Göhrenz und Albersdorf.

## Geographische Lage
Göhrenz liegt am Südufer des Kulkwitzer Sees westlich von Leipzig und südöstlich von Markranstädt.

## Geschichte
Die erste Erwähnung des Ortes fand mit einer Urkunde von 1551 statt, in der erklärt wird, dass Göhrenz ab sofort zum hochstift-merseburgischen Amt Lützen gehören wird. Ab 1764 war es wie Albersdorf dem kursächsischen Kreisamt Leipzig zugehörig. Sie lagen bis 1815 an dessen Westgrenze. Nachdem durch den Wiener Kongress der Westteil des Amts Lützen an Preußen abgetreten wurde, blieb der Ostteil bei Sachsen und wurde dem Kreisamt Leipzig angegliedert, sodass Göhrenz und Albersdorf nicht mehr am Rand des Amts lagen. 1856 kamen beide Orte zum Gerichtsamt Markranstädt und 1875 zur Amtshauptmannschaft Leipzig.
1897 wurde die Bahnstrecke Leipzig-Plagwitz–Pörsten mit dem Bahnhof Göhrenz-Albersdorf eröffnet. Der Betrieb wurde im Jahr 1999 eingestellt; jetzt verläuft der asphaltierte Elster-Saale-Radweg auf dem ehemaligen Bahndamm bis zum Ortsanfang von Lützen.
Am 1. Juli 1950 wurde Albersdorf nach Göhrenz eingemeindet. 1952, mit der Aufteilung Sachsens in Bezirke, fiel seine Zugehörigkeit wieder zu Leipzig und seit 1994 gehörte Göhrenz zum Landkreis Leipziger Land. Am 1. März 1994 wurde Göhrenz in die Stadt Markranstädt eingemeindet. Im Zuge der Zusammenschlüsse und Neubildung vieler Kreise wurde der gesamte Landkreis Leipziger Land 2008 in den neuen Landkreis Leipzig eingegliedert.

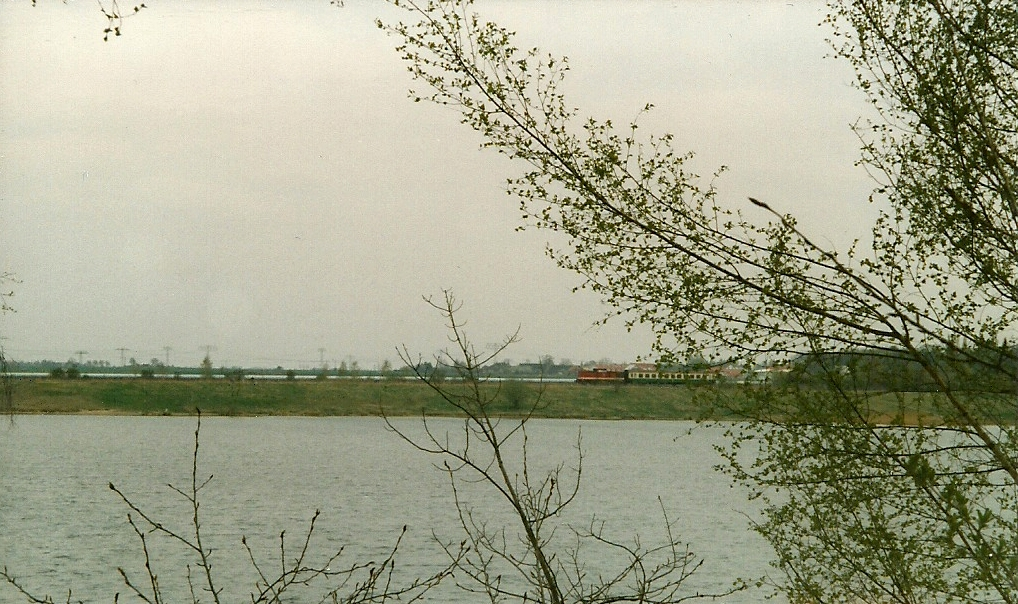
Kulkwitzer See bei Göhrenz
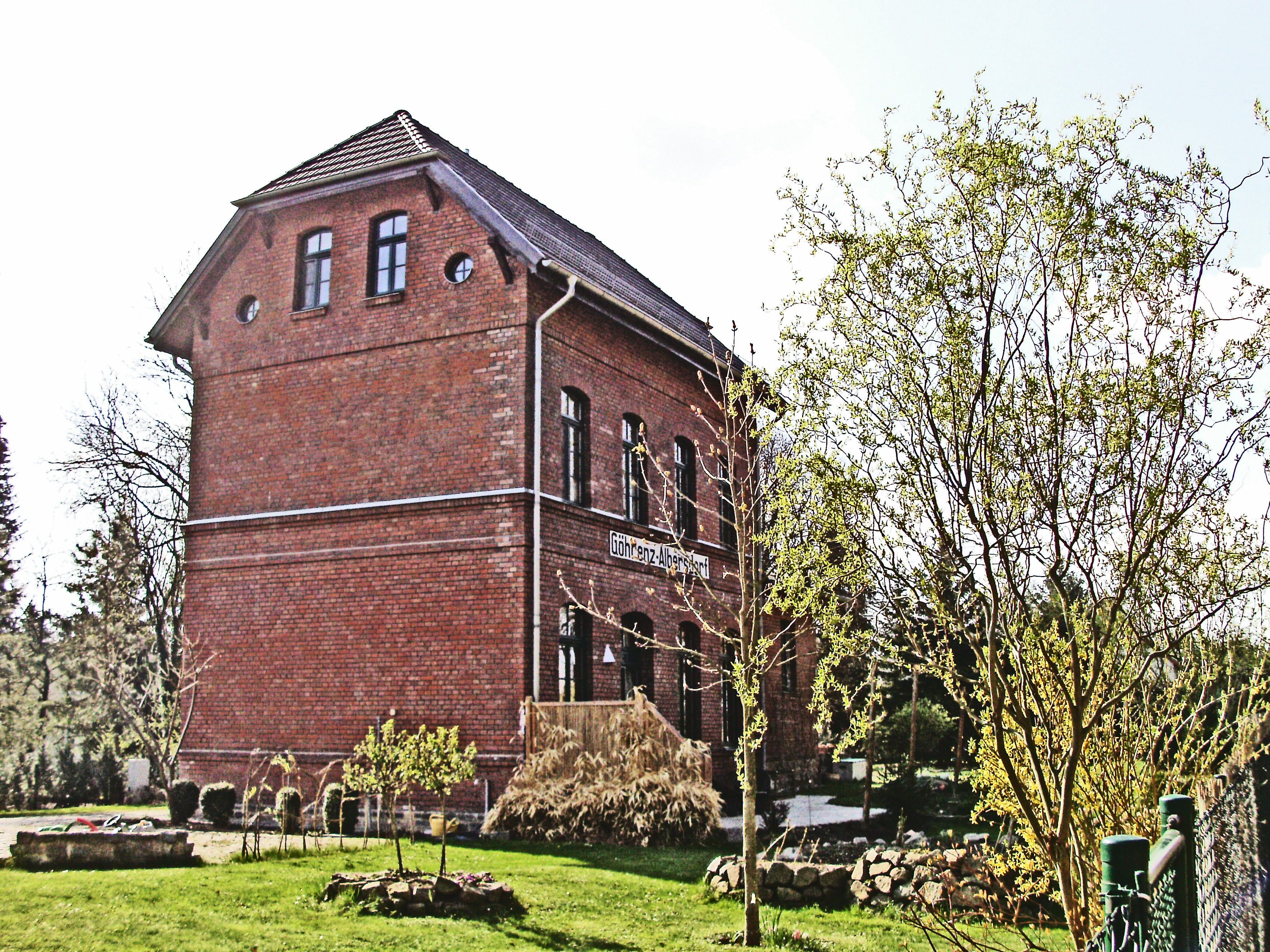
Bahnhof Göhrenz-Albersdorf
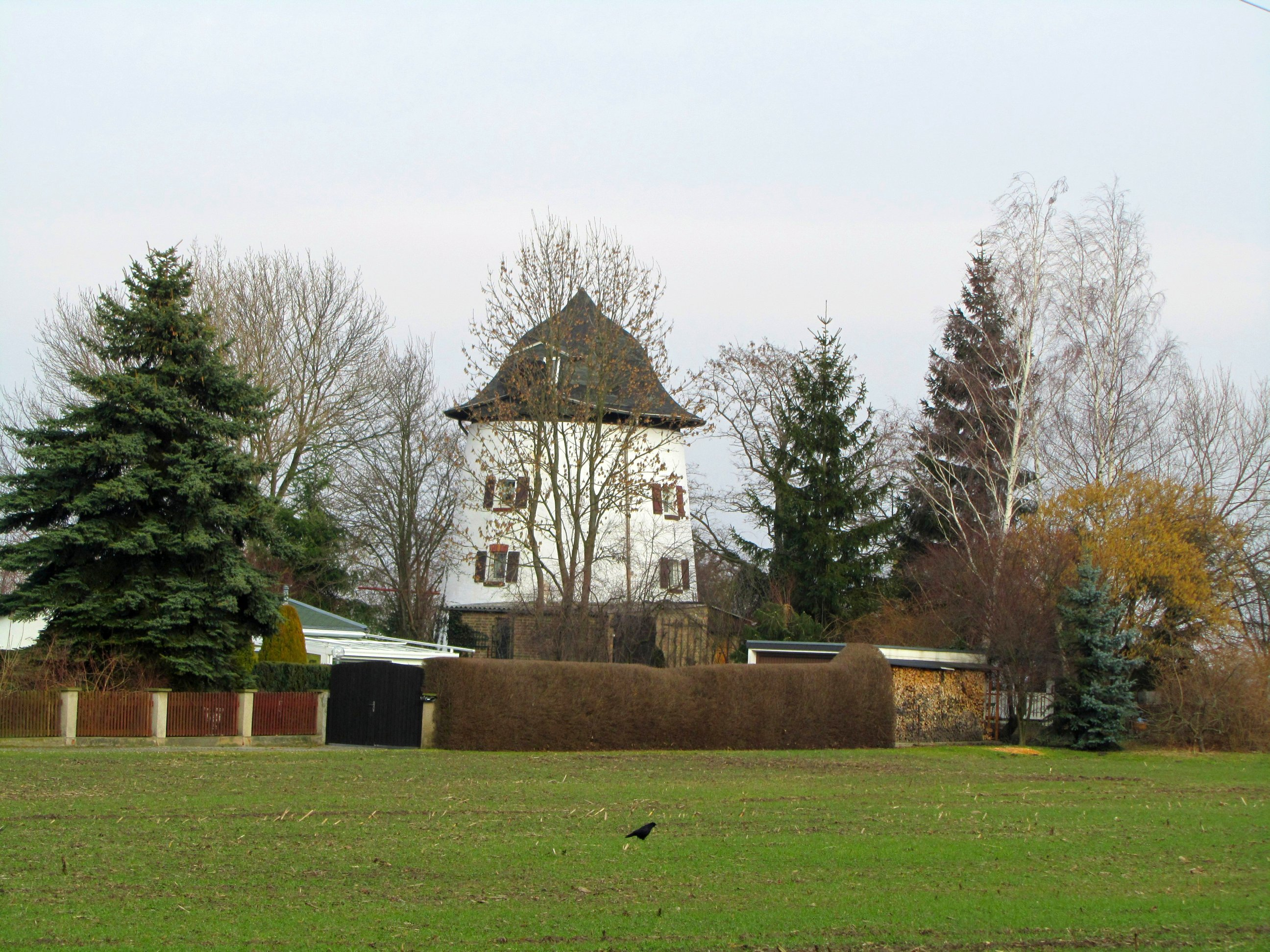
Holländermühle

### Ortsnamenformen
| Jahr                                 | 1428   | 1483    | 1518    | 1578    | 1590    | 1971    |
| ------------------------------------ | ------ | ------- | ------- | ------- | ------- | ------- |
| veränderter Name im Laufe von Jahren | Gorenc | Korentz | Korencz | Gerintz | Gorentz | Göhrenz |

Die Grundherrschaft über Göhrenz hatte 1551 das Rittergut Großzschocher, 1764 das Rittergut Knauthain.

### Einwohnerentwicklung
| Jahr      | 1834 | 1871 | 1925 | 1939 | 1946 | 1950 | 1964 | 1990 | 2010 |
| --------- | ---- | ---- | ---- | ---- | ---- | ---- | ---- | ---- | ---- |
| Einwohner | 101  | 147  | 280  | 289  | 373  | 654  | 467  | 287  | 890  |

## Vereine
- In Göhrenz ist der Göhrenzer Heimatverein zu finden. Alljährlich veranstaltet dieser ein Osterfeuer und ein Dorffest.